# Hyundai Rotem
Hyundai Rotem – południowokoreańskie przedsiębiorstwo przemysłu kolejowego, zbrojeniowego i maszynowego, założone w 1977 roku. Jest częścią Hyundai Motor Group.

## Historia
Przedsiębiorstwo zostało założone w 1977 roku. W 1999 roku przedsiębiorstwo zmieniło nazwę na Korea Rolling Stock Corporation (KOROS) w wyniku połączenia trzech głównych przedsiębiorstw kolejowych: Hanjin Heavy Industries, Daewoo Heavy Industries oraz Hyundai Precision & Industries. Następnie 1 stycznia 2002 r. firma zmieniła nazwę na Railroading Technology System lub Rotem. Obecną nazwę przyjęto w grudniu 2007 roku.
Hyundai Rotem zatrudnia obecnie 3800 pracowników.

## Projekty szynowe
Godne uwagi projekty obejmują dostawy większości taboru kolejowego w Korei Południowej, w tym pociągów dużych prędkości KTX dla Korail, elektrycznych zespołów trakcyjnych i lokomotyw elektrycznych. Inne produkty w Korei Południowej obejmują dostawę całego taboru metra w Seulu, Seoul Metropolitan Rapid Transit, Busan Metro Lines i Shinbundang Line. Produkty międzynarodowe to m.in. lokomotywy K-Stock i R-Stock MTR w Hongkongu, lokomotywy miejskie dla Tajwanu, pociągi dla metra w New Delhi oraz zautomatyzowane pociągi dla Canada Line w Vancouver w Kanadzie. Firma dostarczyła 120 pociągów podmiejskich Silverliner V dla SEPTA Regional Rail w rejonie Filadelfii w Pensylwanii.

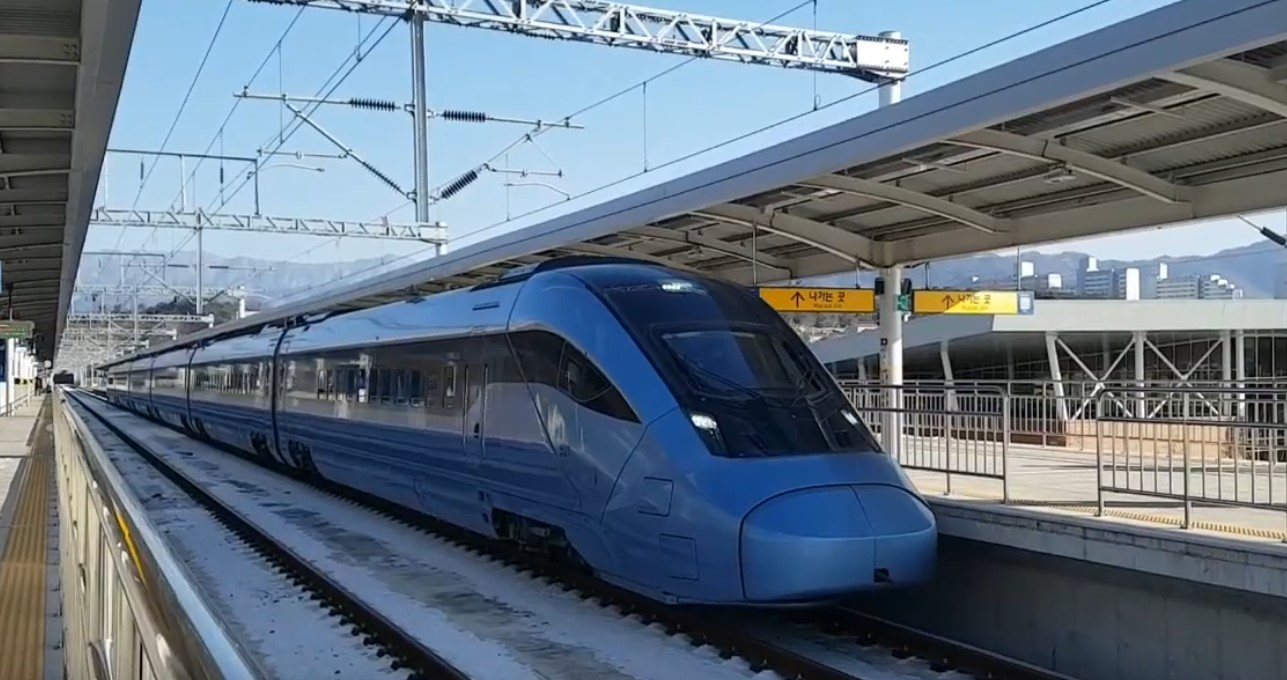
KTX-Eum z Korei Południowej

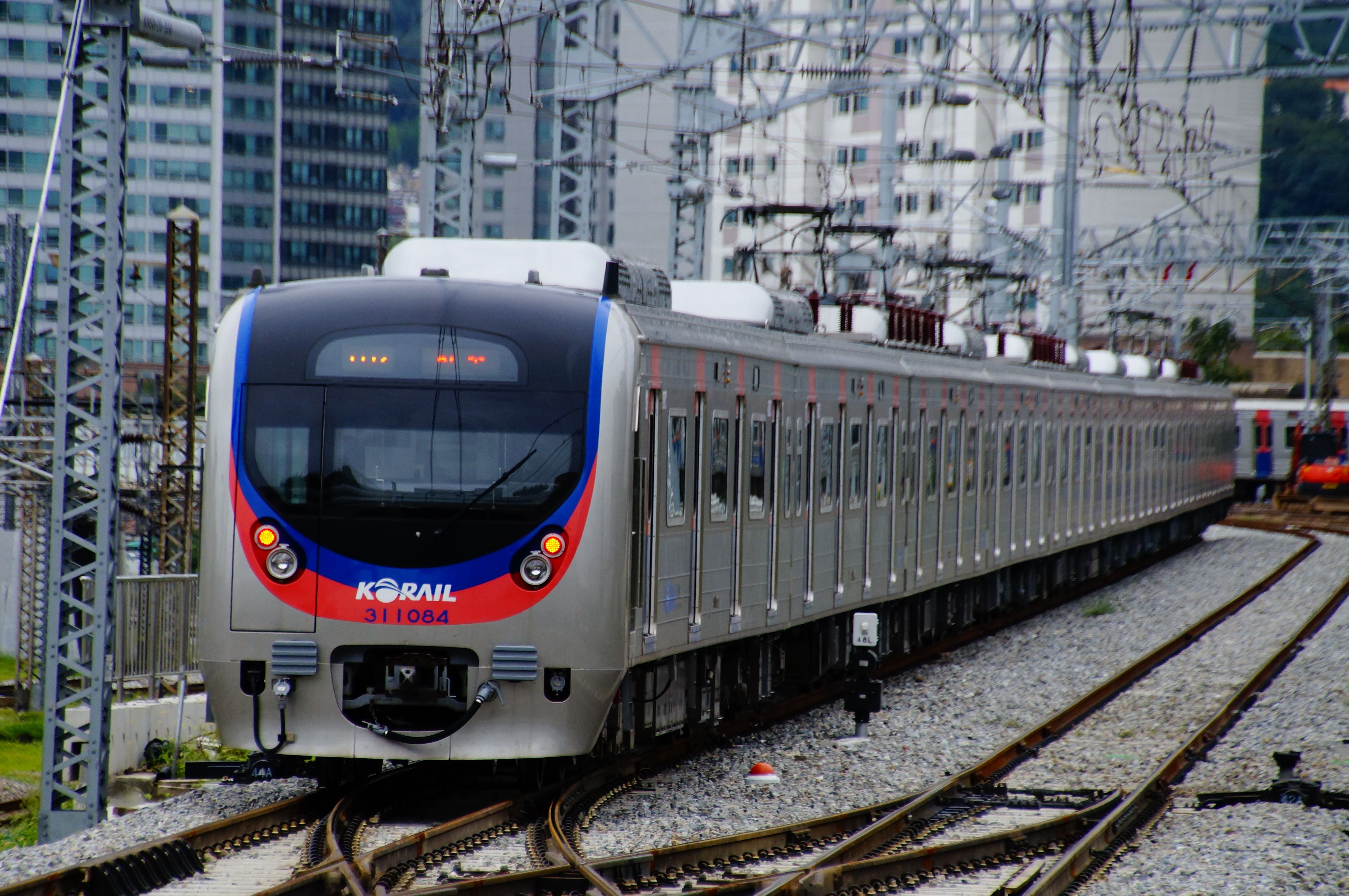
Pojazd linii 1 metra w Seulu

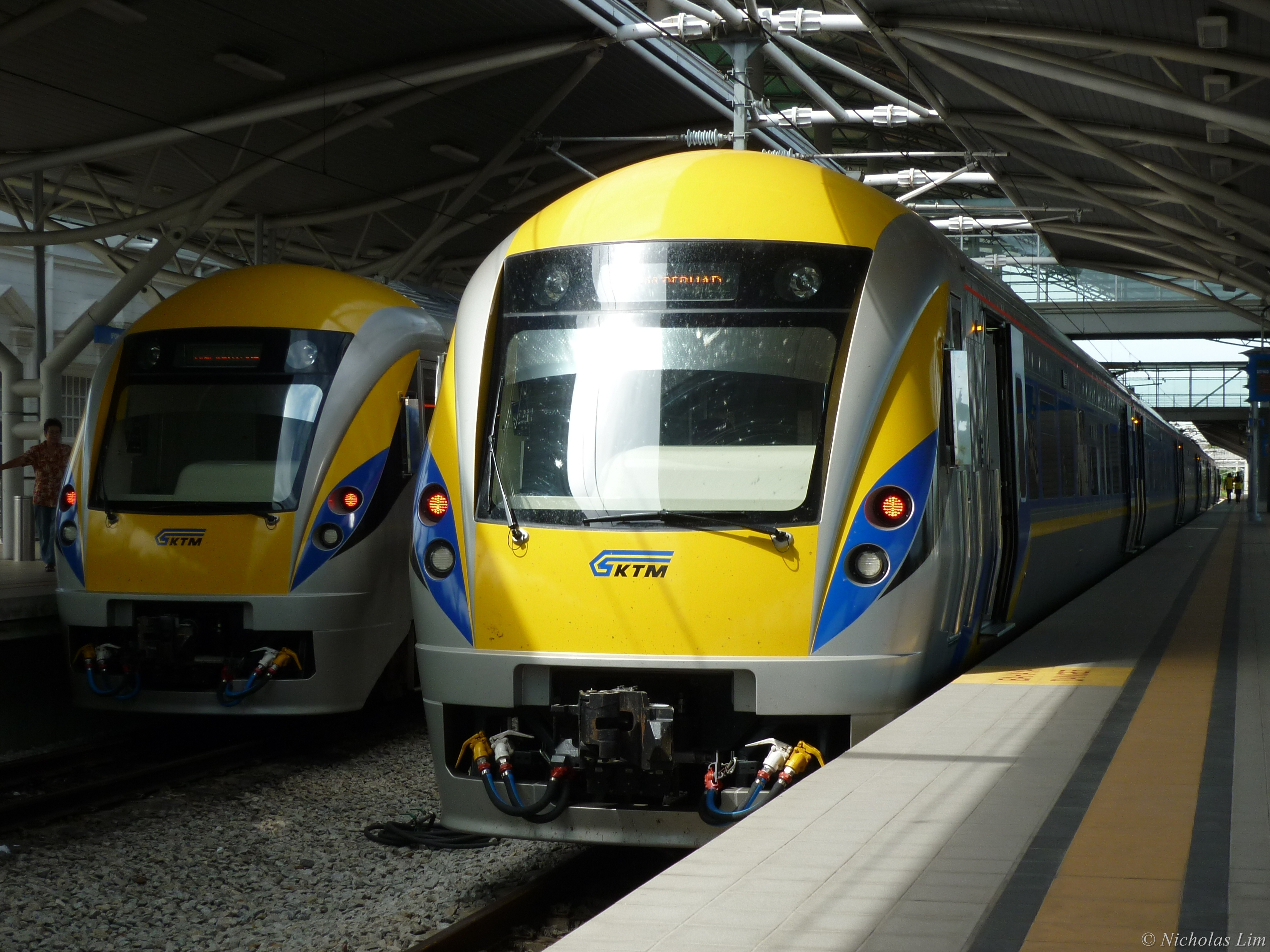
KTM ETS klasy 91 na stacji Ipoh

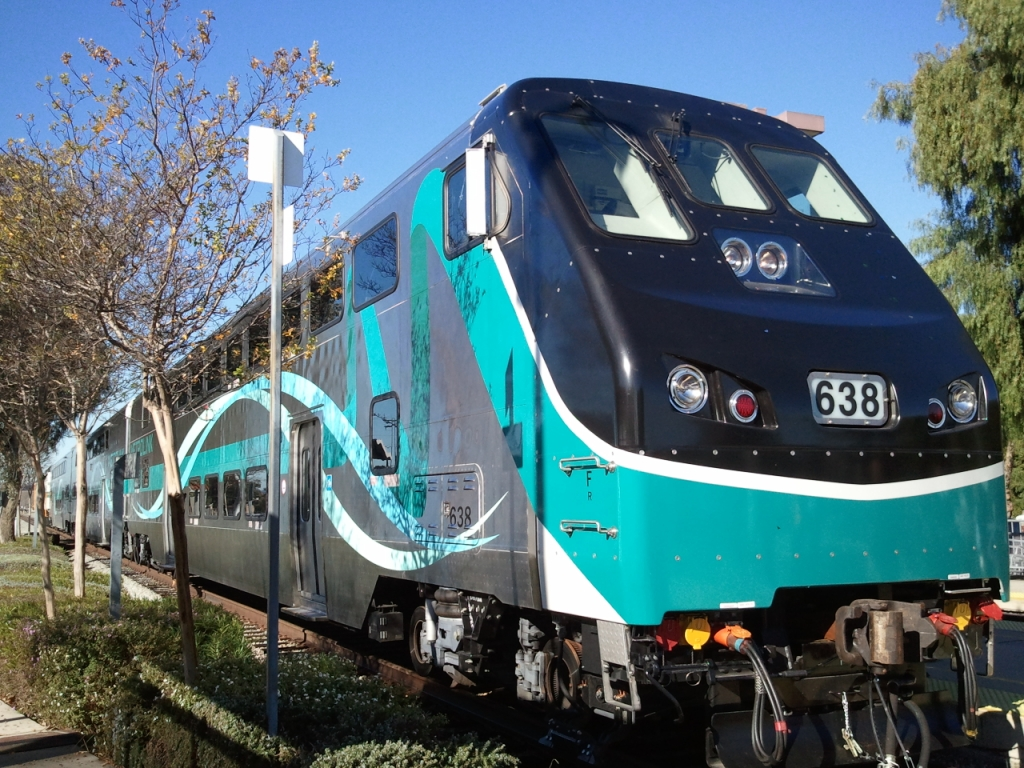
Dwupoziomowy pojazd Metrolink Hyundai Rotem

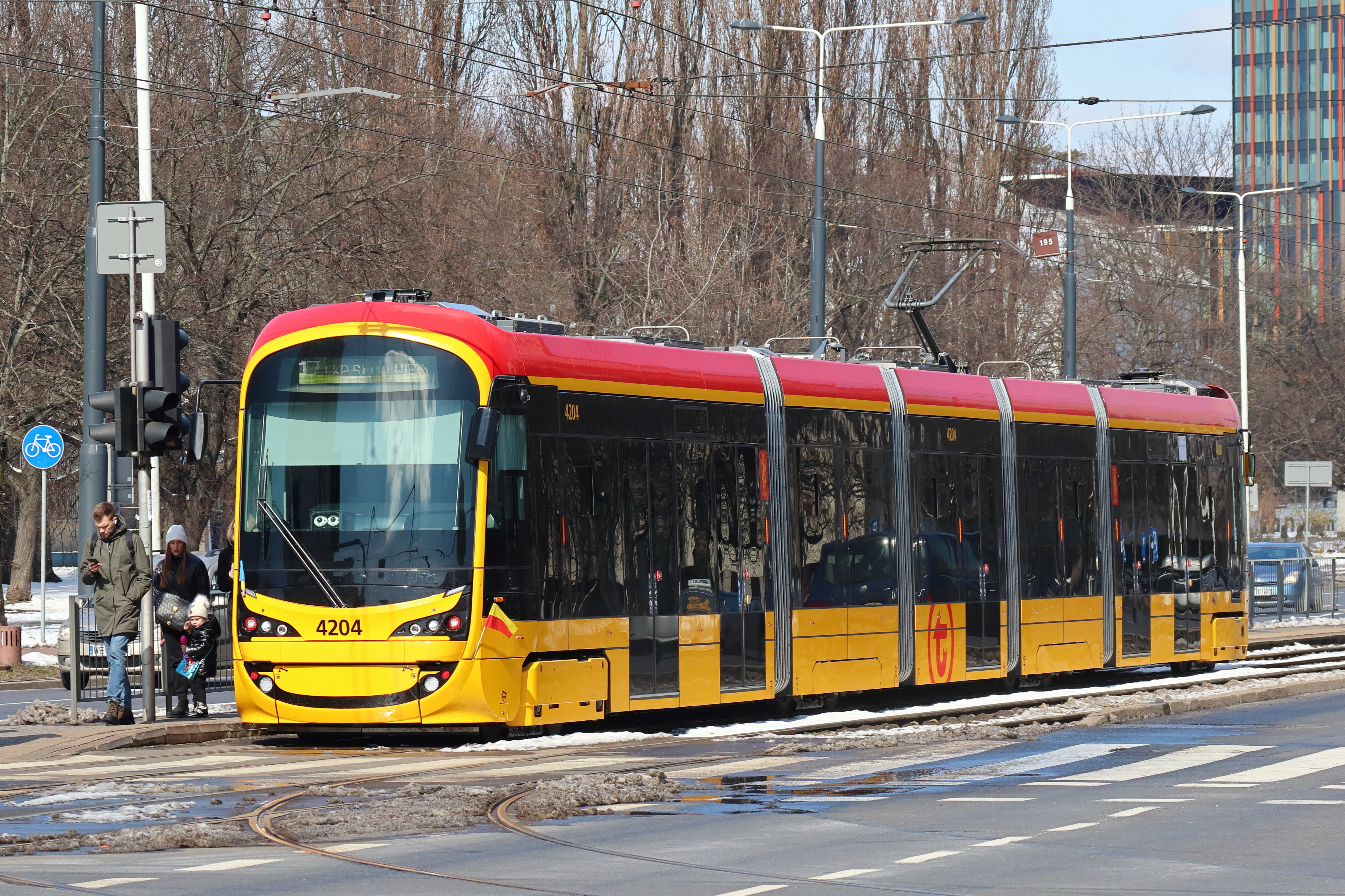
Tramwaj Hyundai Rotem w Warszawie

### Tramwaje i lekkie pojazdy szynowe
- Kanada – Edmonton LRT(inne języki) Valley Line(inne języki) (40 niskopodłogowych LRV na zamówienie)
- Indonezja – Dżakarta LRT wysokopodłogowe LRV
- Filipiny – wysokopodłogowe LRV Manila LRT Line 1
- Polska – Tramwaje Warszawskie (123 tramwaje 140N), 2019[4]
- Turcja – wysokopodłogowe LRV metro w Adanie
- Turcja – Stambuł LRT T4 wysokopodłogowe LRV
- Turcja – Tramwaje w Izmirze

### Pociągi dużych prędkości
- Korail KTX-I(inne języki)
- HSR-350X(inne języki)
- Korail KTX-Sancheon(inne języki)
- HEMU-430X(inne języki) (maksymalna prędkość: 421.4 km/h (261,8 mph))
- Korail KTX-Eum(inne języki) (EMU-260, EMU-320)

## Projekty zbrojeniowe
- Czołg podstawowy K1A1[4]
- Czołg podstawowy K2 Black Panther
- Opancerzony pojazd ratowniczy K1
- Maszyny Decon

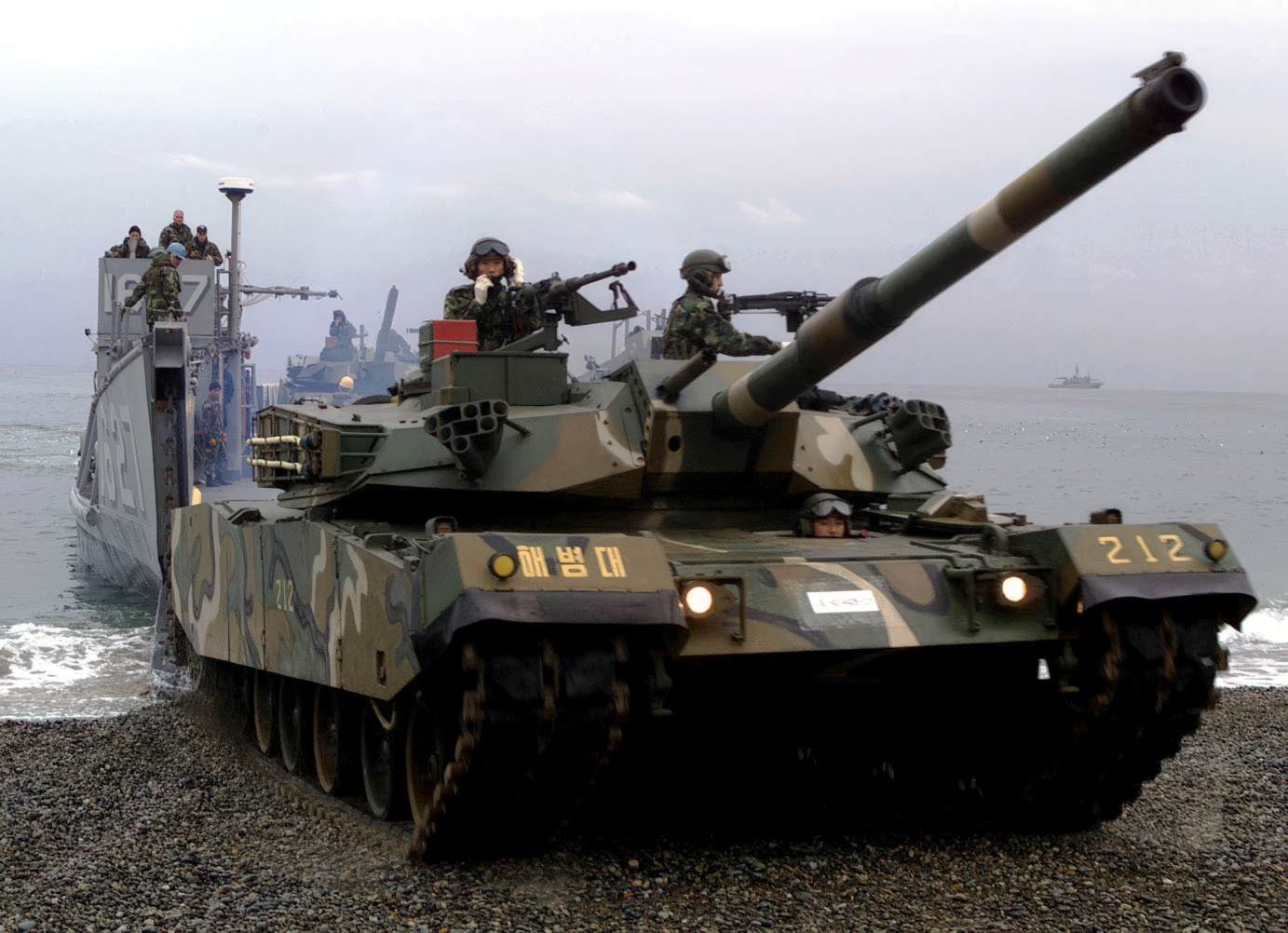
Czołg podstawowy K1 Republiki Korei

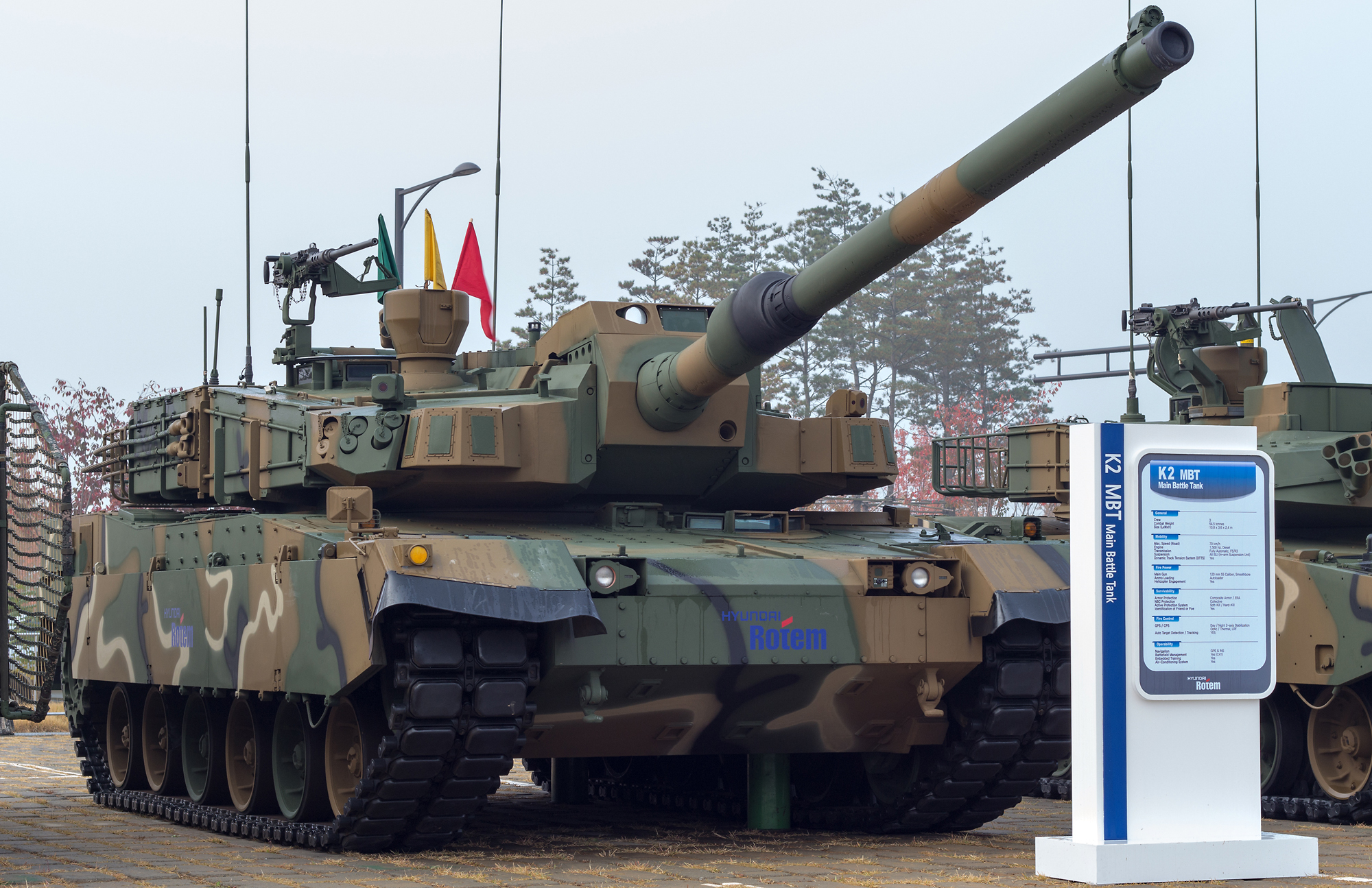
K2 Black Panter

- 60-tonowy transporter ciężkiego sprzętu (HET)
- Trener strzelectwa czołgowego K1
- Konserwacja magazynu
- Zintegrowany System Logistyczny